# 組織溝通
組織溝通（Organizational communication），又譯為組織傳播，指的是好幾個人或團體之間的溝通，是傳遞組織上下之間傳達資訊的行動或行為。組織溝通在企業組織管理是維繫組織內部人員關係的必要條件之一，其目的在於透過組織內部成員的互相聯繫，增進彼此信任與了解，有效判斷本身行為與活動狀態，以作為協調與一致性行動，來達到組織內部凝定的目標。

## 組織傳播  定義[2]
對於組織傳播的定義，由早期組織訊息的接收與傳達，或是商業溝通技巧等，轉變成為視傳播為組織系統內成員的互動與協調，以達成組織目標的基本過程。換言之，傳播行為在組織中不再只是線性的、靜態的或只是技巧而已，在互動的個體所組成的組織系統中，傳播活動其實就是建構組織的主要活動，這也是近期學者主張傳播即組織，組織即傳播。
提示：本條目的主題不是心裡學。
心理學（英文:psychology）是一門研究人類以及其他動物的內在心理歷程、精神功能和外在行為的科學，既是一門理論學科，也是一門應用學科。包括理論心理學與應用心理學兩大領域。
心理學研究涉及意識、感覺、知覺、認知、動機、情緒、人格、行為和人際關係等眾多領域，影響其他學科的發展，例如：教育學、管理學、傳播學、社會學、經濟學、精神病學、統計學、計算機科學以及文學等等。心理學一方面嘗試用大腦運作來解釋個體基本的行為與心理機能，同時，心理學也嘗試解釋個體心理機能在社會行為與社會動力中的角色。心理學家從事基礎研究的目的是描述、解釋、預測和控制行為。應用心理學家還有第五個目的——提高人類生活的質量。這些目標構成了心理學事業的基礎。

## 研究方法

### 科學與古典管理取徑[2]
泰勒（Frederick  W. Taylor）、費堯（Henri Fayol）、韋伯（Max Weber）都提出了自己的理論，在這些古典理論中，傳播被視為管理上的工具，它主要的功能不是社會性的溝通或是創新傳播，因為最好的工作已經被科學化所決定，傳播內容主要是正式且與工作有關，溝通訊息的流向為單向，以書面溝通為主，塑造出一種不帶情感、正式而疏離的氛圍。

### 人際關係取徑[2]
霍桑研究發現組織猶如一個社會體系般，員工參與組織工作有不同的動機和因素，並非只為經濟因素，個人的態度影響工作行為，又與監督者的態度與團體內的士氣有密切關係。研究指出，決定生產力高低的並非是工作環境，而是員工間的關係，以及員工與主管的關係。
巴納德（Chester Barnardy）在1938年之《高階主管之功能》(The Function of the Executive)一書中強調了社會與心理因素對組織效能的影響，組織為一個開放的社會系統，系統運作必須依賴成員們互動與互助，而管理者最重要的功能就是激勵部屬 此學派的核心概念聚焦在工作場合的社會性互動，除了正式的、書面的以及工作有關的內容外，也強調非正式的、面對面人際傳播，因此傳播訊息的流動式多向性的，上行、下行傳播中包括了水平傳播。

### 人力資源取徑[2]
自人際關係運動之後，人的行為及動機成為關注的焦點。馬斯洛(A.H.Maslow)的需求層級理論：
| 自我實現需求 |
| 自尊需求     |
| ------------ |
| 社會性需求   |
| 安全需求     |
| 生理需求     |

2麥克葛瑞格（McGregor，1960）的X理論和Y理論 
| X | Y |
| --- | --- |
| 1.員工天生就不喜歡工作，如果可能的話，他們會盡量逃避工作 2.為達到組織所追求的目標，對員工施以強迫、控制或處罰的威脅 3.員工會逃避責任，他們會盡可能尋求正式的指揮 4.大多數員工都會將安全視為工作中最重要的因素，而且很少展現野心 | 1.員工視工作如休息或遊戲一般的自然 2.員工一旦對目標有了承諾就會自我要求和控制 3.平均而言，人們能夠學習著去接受責任，甚至尋求主動承擔責任 4.員工普遍有能力做出優良決策，而不一定僅是仰仗管理者去做決策 |

李克特（Likert，1961）提出四個管理型態：
- 剝削性權威型：這是一種中央集權的管理模式，多是由上而下的垂直式的溝通。
- 慈善性權威型：管理者不會以威脅或剝削的方式待員工，同時與員工則有較多的互動，願意付出較多的獎勵來激勵員工。
- 諮商式參與型：雖然決策權與控制權仍在上層的管理者手中，但員工的意見在決策過程會被諮詢，管理者對員工有更多的關懷與激勵，因此上行與下行傳播的次數皆十分頻繁。
- 共享式參與型：強調開放性傳播，上對下、下對上的垂直傳播，以及水平傳播皆頻繁，傳播的內容也都是正確未扭曲的。

### 文化取徑[2]
文化可以單單指某一區域、社會或群體生活中如藝術、建築、飲食、制度和行為等等的獨特情形，而以文化概念來檢視組織時，主要有兩種不同的見解，一種看法認為文化是組織所擁有的物件，因此一個組織特別是企業組織需要有一個強勢文化以勝出。另一種看法認為組織就是文化
- 組織文化的建立與運用必須是動態且靈活的，絕對沒有一個理想的文化模式是能適用於任何組織的，因為每個組織所處的產業、環境、領導風格、組成成員與經營策略都不一樣
- 任何文化除了具有延續的特性外，它具有改變的特性，因此管理者必須時時根據組織內外部的環境進行變革的管理

學者Pacanowksy和Donnell-Trujilloy在1982年的《傳播與企業文化》強調， 組織成員在其中做什麼都必須經過傳播與互動，而企業文化也正是如此建構出來 的，文化的傳承必須是在不同的情境中，經由語言和非語言傳播所組織起來，並 傳遞給新進成員的，傳播成為一種組織的過程（the process of organizing），其所製出的意義與價值觀則是組織成員在完成任務所必須倚賴

### 批判取徑[2]
- 批判理論的學者認為，資本主義的生產模是建立建立在勞工剩餘勞力的剝削上， 因為資本家將利潤的達成視為是來自工廠與設備的投資，利潤的多寡取決於市場條件而非勞力，員工無法決定其勞力所生產出的產品價值，工業化的結果帶來對人性的扁抑與異化
- 幫助被壓迫的團體，從被宰制的意識、形態、假設、權力關係以及認同的形塑等 扭曲的真實與現象中解放出來

近年來女性主義的論點亦漸受到重視，此派學者多從女性主義角度來探討父權制度對於組織中的性別關係、知識結構以及男性主控等現象的影響，而在對於性別刻板印象、性騷擾、性別歧視等存在已久的組織問題上，女性主義的學者也確實為新世紀的組織傳播研究開出另一條路

## 組織同化[2]
組織同化過程是可被視為新成員了解、學習融入組織的過程，以企业組織為對象。Jablin (1987) 提出「同化」(assimilation)，是指個體参与，融入和離開組織之行為和認知過程，包含三階段：
先期性的的社會化 (anticipatory socialization) 是指個體進入組織之前的社會化的過程，包括之前對特定組織及特定職業所產生之想像、期望和所獲得之訊息等。

遭遇期（organizational encounter）是指新進員工剛進入組織的一段時期，主要的傳播內容集中在如何扮演角色、企業文化以及在此企業所知事情。

蛻變期（metamorphosis）是指組織員工度過新人的時期，會以一種內部成員的身分進行互動，也會以個人化的的過程與建立人際關係。

## 組織認同[2]
指成員對自己所處組織已有一定的認同感，能把個體與組織做連結，不管是組織的核心姓、區變性、持久性、都具有一定的共同設定

## 協商[2]
是指在組織中發生衝突時之解決方法，大部分透過協商(negotiation也稱為談判)的形式來解決，是解決團體間衝突的方法，也是解決團體分歧的目標，學者通常分為分四種方法：
- 分配式協商（distrive negotiation）：是種零和的概念，指資源在固定的情況下，雙方各自企圖讓對方了解並同意己方概念，或是說服對方其目標是不可達成之方案，來達成協商
- 整合式協商（integrative negotiation）：通常是指一種擴大資源數量而使雙方各取所需的雙贏方案，但需雙方同意協調和合作
- 態度重建式協商（attitudinal structurung negotiation）：由第三者居中介入，了解雙方所需來做商討、來做定奪或是以旁觀者的方式進行調解
- 組織內協商（intra-organizational negotiation）：指的是通常由雙方各派代表，先尋求內部共識，再與對方代表來進行協調

提示：本條目的主題不是心裡學。心理學是一門研究人類以及其他動物的內在心理歷程、精神功能和外在行為的科學，既是一門理論學科，也是一門應用學科。包括理論心理學與應用心理學兩大領域。心理學研究涉及意識、感覺、知覺、認知、動機、情緒、人格、行為和人際關係等眾多領域，影響其他學科的發展，例如：教育學、管理學、傳播學、社會學、經濟學、精神病學、統計學、計算機科學以及文學等等。心理學一方面嘗試用大腦運作來解釋個體基本的行為與心理機能，同時，心理學也嘗試解釋個體心理機能在社會行為與社會動力中的角色。心理學家從事基礎研究的目的是描述、解釋、預測和控制行為。應用心理學家還有第五個目的——提高人類生活的質量。這些目標構成了心理學事業的基礎。

### 腳註
1. ↑  廖永凱˙楊湘怡. . 智勝文化. 2007年2月: 267–271. ISBN 978-957-729-626-9 （中文（臺灣））.
2. 1 2 3 4 5 6 7 8 9  郭, 貞. . 新北市: 新聞傳播叢書. 2016: 541.

### 其他參考資料
- 傳播理論，郭貞等著（新聞傳播叢書）。

## 外部連結
- European Public Relations Education and Research Association （页面存档备份，存于）
- International Communication Association （页面存档备份，存于）
- National Communication Association （页面存档备份，存于）